# سیدلر، ساموخ
سیدلر (به ترکی آذربایجانی: Seyidlər) یک منطقه مسکونی در جمهوری آذربایجان است که در شهرستان ساموخ واقع شده است. سیدلر ۵۳۵ نفر جمعیت دارد.